# Karen Sjakhnazarov
Karen Sjakhnazarov (russisk: Каре́н Гео́ргиевич Шахназа́ров) (født 8. juli 1952 i Krasnodar i Sovjetunionen) er en sovjetisk filminstruktør og manuskriptforfatter.

## Filmografi i udvalg
- Dobrjaki (Добряки, 1979)[1][2]
- My iz dzjaza (Мы из джаза, 1983)
- Zimnij vetjer v Gagrakh (Зимний вечер в Гаграх, 1985)
- Kurjer (Курьер, 1987)
- Gorod Zero (Город Зеро, 1989)
- Tsareubijtsa (Цареубийца, 1991)
- Sny (da.: Drømme) (1993)
- Amerikanskaja dotj (Американская дочь, 1995)
- Jady, ili Vsemirnaja istorija otravlenij (da.: Gifte, eller forgiftningens verdenshistorie, 2001)
- Istjeznuvsjaja imperija (Исчезнувшая империя, 2008)
- Palata N°6 (Палата № 6, 2009)
- Den hvide Tiger tank (Белый тигр, 2012)
- Anna Karenina. Istorija Vronskogo (Анна Каренина. История Вронского, 2017)